# Jesus-Bruderschaft
Die Jesus-Bruderschaft ist eine ökumenische Kommunität mit Hauptsitz im Kloster Gnadenthal in Hünfelden (Hessen). Weitere Standorte sind das Kloster Volkenroda (Thüringen) sowie das Werk- und Studienzentrum Hennersdorf (Sachsen). Außenstellen gibt es auch in Israel und Kamerun. Die Mitglieder der Jesus-Bruderschaft kommen aus unterschiedlichen Kirchen und Konfessionen, denen sie bleibend angehören. Gemeinsam bilden sie eine kommunitäre Lebensgemeinschaft von ehelos lebenden Brüdern und Schwestern sowie auch Familien.

## Leitlinien und Vorbilder der Jesus-Bruderschaft
Sie hat die Berufung, Christen an verschiedenen Orten zu sammeln, um gemeinsam das Leben aus dem Evangelium zu gestalten. Dabei knüpft sie an die Tradition von Ordensgemeinschaften und geistlichen Gemeinschaften wie die der Zisterzienser, der Jesuiten und der Herrnhuter Brüdergemeine (Zinzendorf) an und ist inspiriert von Impulsen aus dem Lebenswerk Dietrich Bonhoeffers, Romano Guardinis und Martin Bubers. Ihre Berufung ist das Gebet und das Leben für das Einssein des Volkes Gottes (Selbstverständnis der Jesus-Bruderschaft).
Als eingetragener gemeinnütziger Verein ist die Jesus-Bruderschaft Mitglied im Diakonischen Werk in Hessen sowie in Thüringen. Sie ist ebenfalls Träger der freien Jugendhilfe in Hessen und Thüringen.

## Geschichte der Jesus-Bruderschaft
Die Entstehung der Jesus-Bruderschaft geht auf die Jahre 1955 bis 1959 zurück, als sich junge Menschen aus Ost- und Westdeutschland zu Tagungen trafen, bei denen Bibellese und Gebet im Mittelpunkt standen. Diese Treffen führten zur Entstehung des Gedankens eines „Gebetsringes“.
1961 gründeten zwei zölibatäre Brüder das gemeinsame Leben in Hamswehrum, Ostfriesland. Diese Gemeinschaft, die zunächst als ökumenische Christusbruderschaft bezeichnet wurde, entstand durch Pastor Gerhard Jan Rötting und den Polizeibeamten Thomas Schmidt von Puskas. Bereits 1958/59 lebten sie zölibatär in der Villa zwischen Hamswehrum und Upleward im Haus „Jesu Friede“. Im Tagebuch von Reiner Lange aus dem Jahr 1958 wird ein „Ring der Bruderschaft“ erwähnt, der als Symbol der zölibatären Lebensweise in dieser frühen Phase diente.
1964 kam es zur Gründung der Schwesterngemeinschaft in Ludwigshafen sowie zur Gründung des eingetragenen Vereins „Jesus-Bruderschaft e. V.“ vor dem Amtsgericht in Ludwigshafen. Ein weiterer Meilenstein war 1968/1969 der Beginn des Familienzweiges der Jesus-Bruderschaft.
1969 wurde der Welsch-Hof in Gnadenthal/Taunus (Hessen) gekauft, der die hintere Klosterhälfte repräsentierte. In den Jahren 1972 und 1973 entstanden weitere Gemeinschaften, wie eine Gemeinschaft alleinstehender Frauen in Bad Camberg und die erste Außenstation im Ausland in Latrun/Israel. 1974 folgte eine Station in Makak/Kamerun.
Ab 1984 wurde der Nehemia-Hof und die vordere Klosterhälfte in Gnadenthal gekauft und renoviert. Die Klosterkirche, die zuvor als Kuhstall genutzt wurde, wurde restauriert, und das Äbtissinnenhaus wurde wiederhergestellt. Gleichzeitig begann der Aufbau einer brüderlichen Dorfgemeinschaft und einer ökologisch geführten Landwirtschaft.
Nach der Öffnung der Mauer 1991 erwarb die Jesus-Bruderschaft die alte Spinnerei in Hennersdorf bei Chemnitz, wo ein Werk- und Studienzentrum entstand. 1993 wurde die Jesus-Bruderschaft mit dem Hessischen Denkmalschutzpreis für den Wiederaufbau von Dorf und Kloster Gnadenthal ausgezeichnet. Im gleichen Jahr kaufte die Gemeinschaft das Kloster Volkenroda, das später ein weiterer wichtiger Standort der Bruderschaft wurde. 2001 wurde der Christuspavillon nach dem Ende der Expo in Hannover nach Volkenroda umgesetzt.
Im Jahr 2004 stand die Jesus-Bruderschaft kurz vor der Insolvenz, konnte jedoch mit Hilfe der evangelischen Kirche und durch Unterstützung des Freundeskreises gerettet werden. Kloster Volkenroda wurde fortan zu einem eigenständigen Ort innerhalb der Jesus-Bruderschaft und verwaltet seine Aktivitäten eigenverantwortlich, unterstützt durch die Stiftung Kloster Volkenroda.
2009 wurde die „Weggemeinschaft“ gegründet, eine Form der Jesus-Bruderschaft für Menschen, die die Spiritualität der Gemeinschaft teilen, aber nicht in einer der Kommunitäten wohnen. Zwei Jahre später, 2011, wurde die Stiftung Kloster Gnadenthal gegründet, um die weitere Arbeit der Jesus-Bruderschaft zu fördern.
Bruder Viktor Voss leitet den Brüderzweig, zu dem 2019 zwölf Brüder gehören: vier leben in Israel, zwei in Volkenroda (Thüringen), zwei in Hennersdorf (Sachsen) und vier – mit ihm selbst – in Gnadenthal.

## Aufarbeitung früheren Missbrauchs
Im März 2022 geht die Jesus-Bruderschaft im Rahmen ihrer selbstkritischen „Vergangenheitsbewältigung um der Zukunft willen“ mit der Information an die Öffentlichkeit, dass ihr Mit-Gründer Gerhard Jan Rötting (geb. 1931) sich in den 1970er-Jahren des geistlichen, seelischen und körperlichen Missbrauchs an jungen Erwachsenen schuldig gemacht habe. Er „manipulierte die Seelen vieler“, missbrauchte seine Macht, nutzte Abhängigkeitsverhältnisse aus und suchte „zu einigen Brüdern eine körperliche Nähe, um seine eigenen Bedürfnisse zu befriedigen“. Das interne Bekanntwerden der Übergriffigkeit sei der Grund gewesen, dass Rötting 1978 die Jesus-Bruderschaft habe verlassen müssen. Seit 2007 laufe bereits die Aufarbeitung mit Hilfe fachkundiger kirchlicher Missbrauchsbeauftragter.

## Leben

### Gebet
Das Leben in der Kommunität ist geprägt durch Gebet, Gemeinschaft und Arbeit. Jeder Tag beginnt mit dem gemeinsamen Morgengottesdienst mit Abendmahl in der Klosterkirche. In der Mitte des Tages, um 12 Uhr, wird um die Einheit der Christen gebetet, ein Hauptanliegen der Jesus-Bruderschaft. Im Abendgebet ist besonders Raum für Fürbitte. Der Tag schließt mit dem Nachtgebet um 21:00 Uhr (Komplet).

### Arbeit
An den Klosterstandorten sind verschiedene Betriebe angesiedelt (siehe Kloster Gnadenthal, Kloster Volkenroda). Für ihren Lebensunterhalt kommen die Mitglieder selbst auf. Projekte werden durch eigene Mittel und Spenden, über Sponsoring-Partner sowie durch kirchliche und staatliche Zuschüsse finanziert.

### Ehe und Zölibat
Ehe und Zölibat sind zwei unterschiedliche Wege der Jesus-Nachfolge, und doch stehen die Familien sowie die Brüder und Schwestern an einer gemeinsamen Aufgabe. Dabei werden die Stände nicht verwischt, dienen aber gemeinsam dem Auftrag der Jesus-Bruderschaft. Dieses Miteinander ist selbst Teil des Lebens in der Kommunität.
Die Brüder und Schwestern leben ehelos, um sich ganz der Nachfolge Jesu widmen zu können.
Gemäß dem Leben der ersten Christen unterstützen sich die Familien gegenseitig und teilen ihr Leben in Freude und Leid miteinander.
Die berufliche Tätigkeit erwächst aus dem gemeinsamen Leben und dem von Gott gegebenen Auftrag mitten in der Welt. Von den Einkünften werden Zehn Prozent für die gemeinsamen Aufgaben der Jesus-Bruderschaft gegeben.

## Standorte
Das Kloster Gnadenthal in Hünfelden beherbergt das Zentrum der Jesus-Bruderschaft. Es besteht heute aus ungefähr 80 Menschen, die in verschiedenen Betrieben arbeiten und Gäste zur Stille, zur Umweltbildung, zu Ehe-Seminaren, zu Veranstaltungen rund um Kunst und Kultur und zu Gottesdiensten und Gebetszeiten einladen.
Seit 1991 hat die Jesus-Bruderschaft das Werk- und Studienzentrum Hennersdorf aufgebaut.
1993 hat die Jesus-Bruderschaft das Kloster Volkenroda erworben und maßgeblich zur Wiederherstellung der Anlage beigetragen. 2004 wurde Volkenroda zu einem eigenständigen Ort der Jesus-Bruderschaft, ist aber weiterhin freundschaftlich mit Kloster Gnadenthal verbunden.
Weitere Außenstellen befinden sich seit 1973 in Latrun (Israel) und in Makak (Kamerun).

## Verlag
Von 1962 bis 2014 unterhielt die Kommunität den Präsenz-Verlag.

## Periodika
- Gnadenthaler Impulse. Freundesbrief der Jesus-Bruderschaft, erscheint Quartalsweise, seit 2007 unter diesem Namen, DNB 984044736